# Lambula thermopepla
Lambula thermopepla là một loài bướm đêm thuộc phân họ Arctiinae, họ Erebidae.